# Frithjof Sælen
Frithjof Olsen Sælen (Bergen, 5 d'agost de 1892 – Bergen, 9 d'octubre de 1975) va ser un gimnasta artístic noruec que va competir a començaments del segle xx.
El 1912 va prendre part en els Jocs Olímpics d'Estocolm, on va guanyar la medalla d'or en el concurs per equips, sistema lliure del programa de gimnàstica.
Vuit anys més tard, un cop superada la Primera Guerra Mundial, va prendre part en els Jocs d'Anvers, on guanyà la medalla de plata en el concurs per equips, sistema lliure del programa de gimnàstica.